# ويليام من روبروك

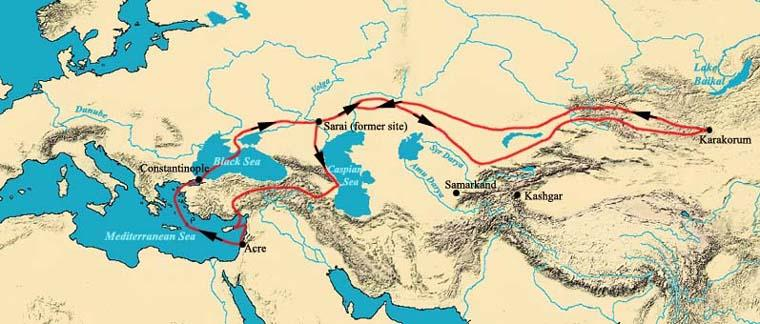
رحلة ويليام الروبروكيّ خلال الفترة من عام 1253 حتى عام 1255

ويليام من روبروك (بالهولندية: Willem van Rubroeck)‏ (باللاتينية: Gulielmus de Rubruquis)‏ (ولد في 1253 وتوفي عام 1255)، كان مبشرًا فرنسيسكانيًا فلمنكيًا ومستكشفًا. اشتهر برحلاته التي طاف بها أجزءًا من الشرق الأوسط وآسيا الوسطى خلال القرن الثالث عشر، بما فيها إمبراطورية المغول. وتعد روايته عن أسفاره واحدة من روائع الأدب الجغرافي في العصور الوسطى، التي تُقارن بروائع ماركو بولو وابن بطوطة.

## مهمته
ولد ويليام في روبروك، فلاندرز. في عام 1248، رافق لويس التاسع ملك فرنسا في الحملة الصليبية السابعة. في السابع من شهر مايو عام 1253، وبأوامر من لويس، شرع في رحلة تبشيرية لتحويل التتار إلى المسيحية. توقف أولًا في القسطنطينية للتباحث مع بولدوين من هينو الذي عاد مؤخرًا من رحلة إلى قراقورم عاصمة إمبراطورية المغول، نيابة عن بالدوين الثاني الإمبراطور اللاتيني.[بحاجة لمصدر] تلقى ويليام هناك رسائل إلى بعض رؤساء التتار من الإمبراطور.
تبع ويليام بعدها مسار الرحلة الأولى للراهب الهنغاري جوليان، وفي آسيا التي قام بها الراهب الإيطالي جيوفاني دا بيان ديل كاربين. في صف ويليام كان هناك بارتولوميو دا كريمونا، ومرافق يدعى غوسيت، ومترجم سمي في تقرير ويليام بـ «هومو داي»، أي «رجل الله»، لربما كان يقصد في ذلك اسم «عبد الله» الذي يرادف في العربية وصف «خادم الله». كانت مهمة ويليام من روبروك الرابعة إلى المغول: الرحلات السابقة كانت بقيادة جيوفاني دا بيان ديل كاربين وأسيلين من لومبارديا في عام 1254 وأندري دي لونغومايو في عام 1249. تشجع الملك على إرسال بعثة تبشيرية أخرى بسبب ورود تقارير عن وجود المسيحيين النيستريين على الأراضي المنغولية، ولكن بسبب تلقيه رفضًا سابقًا نأى عن إرسال بعثة رسمية.

## رحلاته
وبعد وصوله إلى بلدة سوداق في القرم، تابع ويليام رحلته ممتطيًا الثيران وراكبًا العربات. بعد مرور تسعة أيام على عبور نهر الدون، التقى سرتاك خان، حاكم خانات كيبشاك. أرسل الخان وليم إلى أبيه باتو خان في سراي قرب نهر الفولغا. بعد خمسة أسابيع، وبعد مغادرته سوداك، وصل إلى معسكر باتو خان، حاكم منغوليا في منطقة نهر الفولغا. رفض باتو التحول إلى المسيحية لكنه أرسل السفراء إلى خان المغول الكبير مونكو خان.
انطلق ويليام ورفقاؤه الجائلون على ظهور الخيل في 16 سبتمبر عام 1253 في رحلة طولها مسافة 9 آلاف كيلومترًا (5600 ميل) إلى قصر الخان الكبير في كاراكورم. استقبلوا بحرارة عند وصولهم في أواخر شهر ديسمبر، وحظي بجمهور في الرابع من يناير عام 1245. قدمت رواية ويليام وصفًا شاملًا لجدران المدينة وأسواقها ومعابدها، والمساكن المنفصلة الخاصة بالمسلمين والحرفيين الصينيين الذين عاشو سكانًا عالميين بشكل مدهش. زار أيضًا أرض فاستاسيوس (الإمبراطورية النيقية) خلال يوم العيد المعروف باسم «فيليسيتاس» والتقى بمبعوثين نيقيين خلال سفره. كان من بين الأوروبيين الذين قابلهم ابن أخت أسقف إنجليزي، وامرأة من لورين وهي اللي طبخت العشاء لويليام في ليلة الفصح، وصائغ فضة فرنسي كان يصنع الحلي لنساء الخان والمذابح للمسييحيين النستوريين. كان الرجل الفرنسي يدعى غيوم بوشيه.
بقي ويليان في ضيافة الخان حتى العاشر من يوليو عام 1254، عندما بدأوا رحلتهم الطويلة للعودة إلى الوطن. بعد قضاء أسبوعين في أواخر شهر سبتمبر مع باتو خان، وعيد الميلاد في نخجوان في أذربيجان الحالية، وصل هو ورفاقه إلى دولة طرابلس الصليبية في 15 أغسطس عام 1255.

## وصلات خارجية
- متحف روبروك
- خريطة الطريق الذي سلكه روبروك - جامعة واشنطن
- ما جاء في أخبار ويليام الروبروكيّ عن قوم المغول - جامعة واشنطن